# Heinrich Kreuser

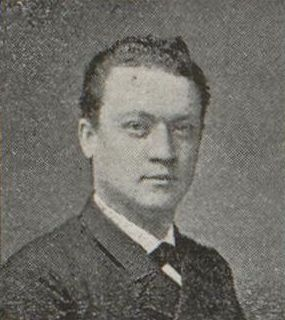
Heinrich Kreuser, um 1894

Heinrich Kreuser (* 5. Januar 1855 in Stuttgart; † 19. Dezember 1917) war ein deutscher Psychiater.

## Leben
Kreuser war der Sohn des Arztes Albert Kreuzer und von dessen Frau Josephine, geb. Schickhardt. Er studierte Medizin an den Universitäten Tübingen, Leipzig und Kiel und wurde 1879 in Tübingen promoviert. 1878 wurde er Assistenzarzt am Katharinenhospital Stuttgart. 1880 ging er als Assistenzarzt an die Anstalt Winnental, wo er 1885 zum Oberarzt aufstieg. 1892 erhielt Kreuser den Posten des Direktors der Königlichen Heil- und Pflegeanstalt Schussenried, zehn Jahre später kehrte er als Direktor an die Anstalt Winnental zurück. 1914 erhielt er den Titel Obermedizinalrat. Er leitete die Klinik bis zu seinem Tod 1917.
Kreuser arbeitete neben der Tätigkeit in Winnental auch als gerichtlicher Sachverständiger und widmete sich der wissenschaftlichen Forschung. Die Klinik in Winnental wurde unter seiner Leitung von 1908 bis 1911 wesentlich erweitert. 1895 gründete er den „Hilfsverein für Nerven- und Gemütskranke in Württemberg“, der psychisch Kranke und ihre Familien in sozialer und wirtschaftlicher Hinsicht unterstützte.
Darüber hinaus war Kreuser politisch engagiert, bei der Reichstagswahl 1912 kandidierte er für die Fortschrittliche Volkspartei im Bezirk Marbach, unterlag aber dem sozialdemokratischen Kandidaten Wilhelm Keil. Im Ersten Weltkrieg war er ärztlicher Leiter eines Lazarettzugs. Sein ältester Sohn fiel als Kriegsfreiwilliger an der Westfront. Heinrich Kreuser starb 1917 an einem Schlaganfall, er wurde auf dem Pragfriedhof Stuttgart beigesetzt.

## Veröffentlichungen
- Zur Kasuistik der Perinephritis. Fues, Tübingen 1879 (Tübingen, Univ., Diss., 1879).
- Die K. Heil- & Pflegeanstalt Winnenthal: fünfzigjähriger Anstaltsbericht. Fues, Tübingen 1885.
- Über Paranoia. In: Vorträge, gehalten auf der Versammlung von Juristen und Ärzten in Stuttgart 1903. Marhold, Halle a.S. 1904 (Juristisch-psychiatrische Grenzfragen; 1904, 2).
- Die Stellung der Geisteskranken in Strafgesetzgebung und Strafprozess. In: Vorträge, gehalten auf der Versammlung von Juristen und Ärzten in Stuttgart 1905. Marhold, Halle a. S. 1906 (Juristisch-psychiatrische Grenzfragen; 1906, 1).
- Geisteskrankheit und Verbrechen. J. F. Bergmann, Wiesbaden 1907 (Grenzfragen des Nerven- und Seelenlebens; 51).
- Testamentserrichtung und Testierfähigkeit. In: Vorträge, gehalten auf der Versammlung von Juristen und Ärzten in Stuttgart 1906. Marhold, Halle a. S. 1907 (Juristisch-psychiatrische Grenzfragen; 1907, 1).
- Die Erweiterungsbauten der Kgl. Heilanstalt Winnental. In: Württembergisches Medicinisches Correspondenzblatt (1910).
- Krankheit und Charakter: Wandlungen der Persönlichkeit in gesunden und kranken Tagen. Strecker und Schröder, Stuttgart 1916.

## Ehrungen
- Ritter des Ordens der Württembergischen Krone[4]